# The Australian Pink Floyd Show
The Australian Pink Floyd Show ist eine Coverband, die Songs der Rockgruppe Pink Floyd von der Frühzeit mit Syd Barrett bis zu den letzten Alben nachspielt. Sie wurde 1988 in Adelaide, Australien gegründet. Ihr Erkennungszeichen ist ein rosa Känguru, das sich vom Original-Pink-Floyd-Schwein ableitet.

## Konzept
Die Band hat sich zum Ziel gesetzt, die Musik von Pink Floyd originalgetreu nachzuspielen. Dazu gehört auch der Anspruch, eine möglichst exakte Liveshow zu bieten. Diese beinhaltet neu gedrehte Filme, die mit ihrem Erkennungszeichen, dem Känguru, versehen sind und auch wiederum detailgetreue Kopien der Originalfilme darstellen. Weitere Anleihen aus der australischen Kultur werden mit eingebracht. So wurden die gesprochenen Einspielungen für die Darbietung von The Dark Side of the Moon von den Sprechern mit einem deutlichen australischen Akzent versehen.

## Geschichte
Im Jahr 1993 trat die Band beim internationalen Pink-Floyd-Fantreffen im Wembley Conference Centre auf. 1996 wurden sie von David Gilmour zu seinem 50. Geburtstag eingeladen und traten auf seiner Feier als Liveband auf. Dabei kam es zu einer Jamsession mit den Pink-Floyd-Mitgliedern David Gilmour, Richard Wright und den Pink-Floyd-Tour-Musikern Tim Renwick, Guy Pratt, Gary Wallis und Claudia Fontaine.
2001 gab die Band erstmals ein Konzert in der Londoner Royal Albert Hall. Für das Stück Another Brick in the Wall (Part 2) trat mit ihnen der Chor der „Islington Green School“ auf; Schüler dieser Schule sangen den Chor zum Stück schon auf dem Pink-Floyd-Album The Wall von 1979. Auch 2007 und 2008 trat die Band in der Royal Albert Hall auf.

## Diskografie

### DVDs und Blu-rays
- 2004:  Live at Liverpool Kings Dock Waterfront Arena; enthält eine Komplettaufführung von The Dark Side Of The Moon und neben dem üblichen Floyd-Programm Titel, die von Pink Floyd nicht (The Fletcher Memorial Home) oder schon sehr lange nicht mehr (Careful with That Axe, Eugene) live gespielt wurden; enthält außerdem eine Bonus-DVD mit Interviews, einer Dokumentation, weiteren Video- und Audio-Titeln und anderem.
- 2007: Best of Pink Floyd live at the Royal Albert Hall; enthält das damals aktuelle Programm, das die Band auch bei ihrer „UK & Europe Tour 2008“ spielte
- 2011: Live at the Hammersmith Apollo 2011
- 2012: Exposed in the Light Tour 2012; durch zahlreiche Interviews und Kommentare der Bandmitglieder unterbrochene Live-DVD von verschiedenen Orten
- 2014: Eclipsed by the Moon; gefilmt in Trier und Oberhausen, enthält eine komplette Aufführung des „The-Dark-Side-of-the-Moon“-Albums
- 2017: Everything Under the Sun Live in Germany 2016

### CDs
- 2004: The Dark Side of the Moon Live; Live-CD, aufgenommen in der Liverpooler Kings Dock Waterfront Arena vom 17. Juli 2004; enthält eine Komplettaufführung von The Dark Side Of The Moon
- 2005: Wish You Were Here Live; Live-CD, am 15. Juli 2005 in der Liverpooler Kings Dock Waterfront Arena aufgenommen, enthält eine Komplettaufführung von Wish You Were Here
- 2005: Animals Live. Live-CD, aufgenommen am 16. Juli 2005 in der Liverpooler Kings Dock Waterfront Arena; enthält eine Komplettaufführung von Animals
- 2012: Live at the Hammersmith Apollo 2011
- 2012: Exposed in the Light; bei den europäischen und englischen Tourneen aufgenommene Live-CD
- 2014: Eclipsed by the Moon; Live-CD, enthält eine komplette Aufführung des „Dark-Side of-the-Moon“-Albums; Platz 47 (1 Wo., 5. September 2014) in den deutschen Albumcharts
- 2017: Everything Under the Sun Live In Germany 2016, Live-Doppel-CD; Platz 64 (1 Wo., 24. September 2017) in den deutschen Album-Charts

## Bilder

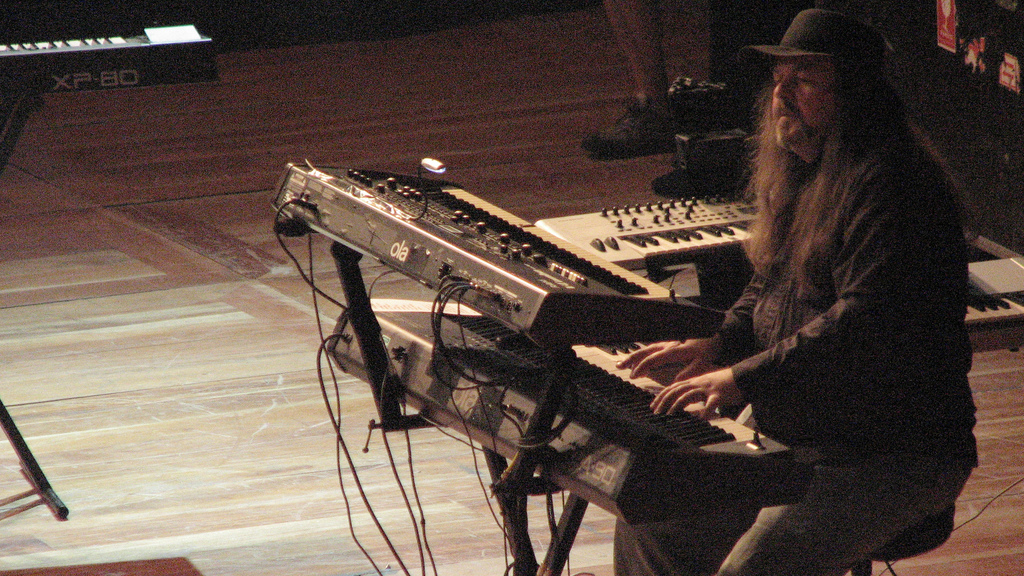
Jason Sawford (†)
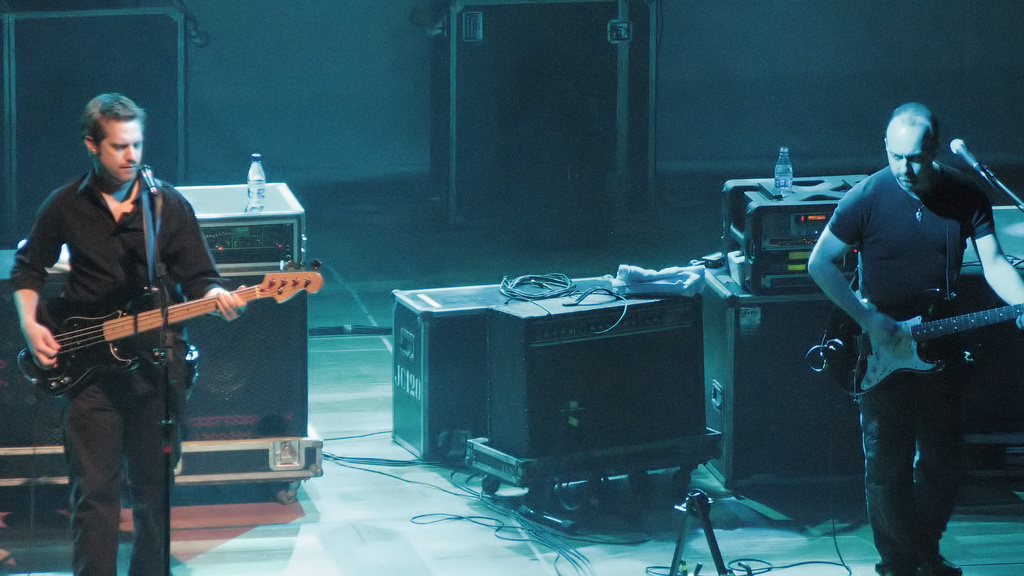
Konzert im Teatro Bourbon Country (2007)
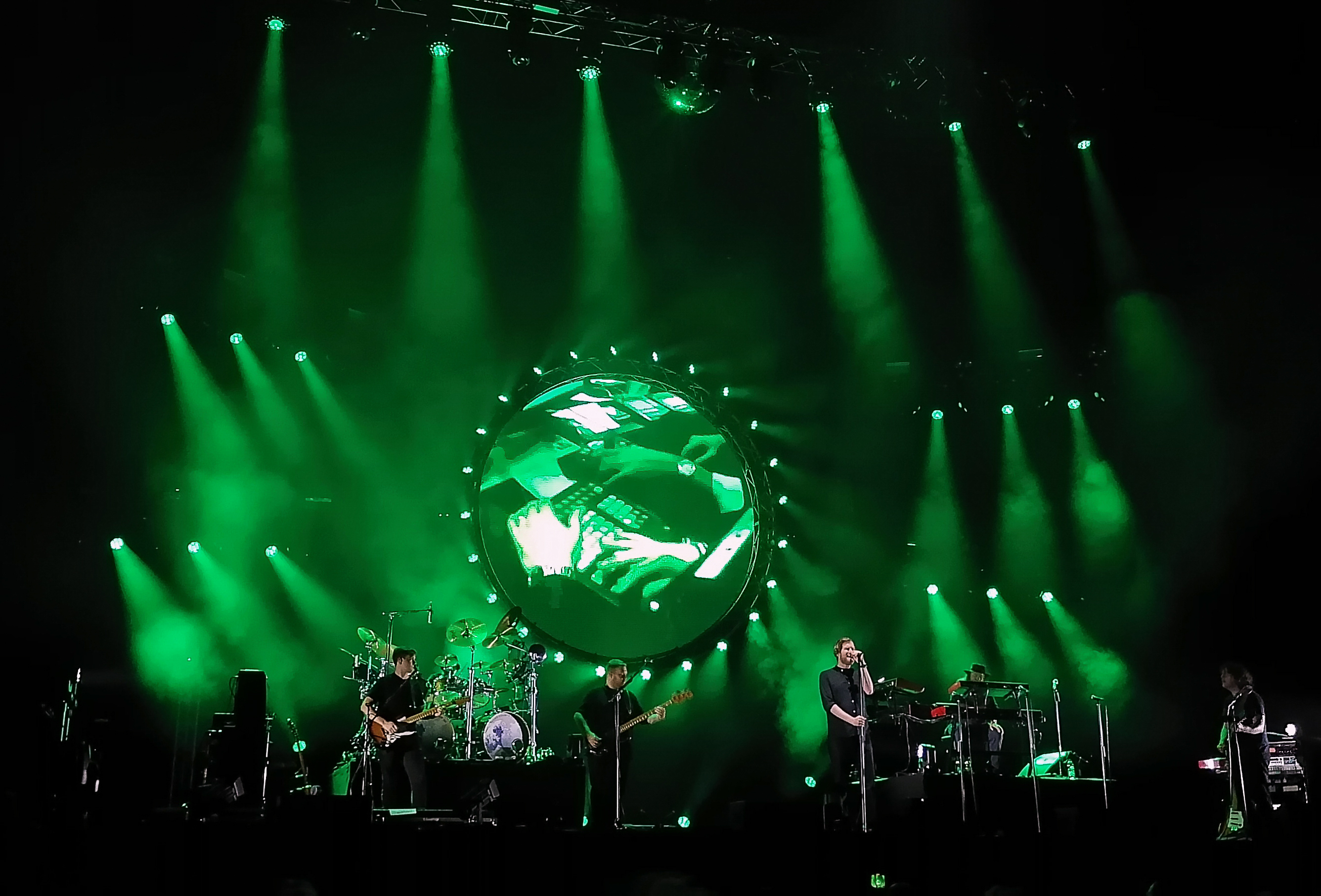
Konzert in Hamburg (2022)

## Verschiedenes
- Die Bandmitglieder der Australian Pink Floyd Show setzen sich für den Artenschutz der australischen Kängurus ein. Sie kümmern sich dabei hauptsächlich um kleine Känguruwaisen, denen sie mit Spendengeldern ein Überleben ermöglichen.
- 1994 besuchte David Gilmour die Band nach einem Konzert im Backstagebereich.
- Der Bassist Colin Wilson nahm 2000 eine Solo-CD mit dem Namen „Strange Weather“ auf.
- Damian Darlington gründete 2011 zusammen mit seinen Bandkollegen Ian Cattell, Ola Bienkowska sowie Jacquie Williams  und anderen Musikern eine neue Pink-Floyd-Cover-Formation unter dem Namen Brit Floyd – The Pink Floyd Tribute Show.
- Die Chorsängerin Lorelei McBroom sang zwischen 1987 und 1989 bei Pink Floyd auf den „Momentary Lapse of Reason“- und „Delicate Sound of Thunder“- Tourneen im Background. Im Oktober 2011 sang sie zusammen mit ihrer Schwester Durga McBroom, mit der sie schon bei den genannten Pink-Floyd-Tourneen zusammengearbeitet hatte, den Song „The Great Gig in the Sky“ bei einem Konzert von The Australian Pink Floyd Show in Anaheim.